# Cees Kelk

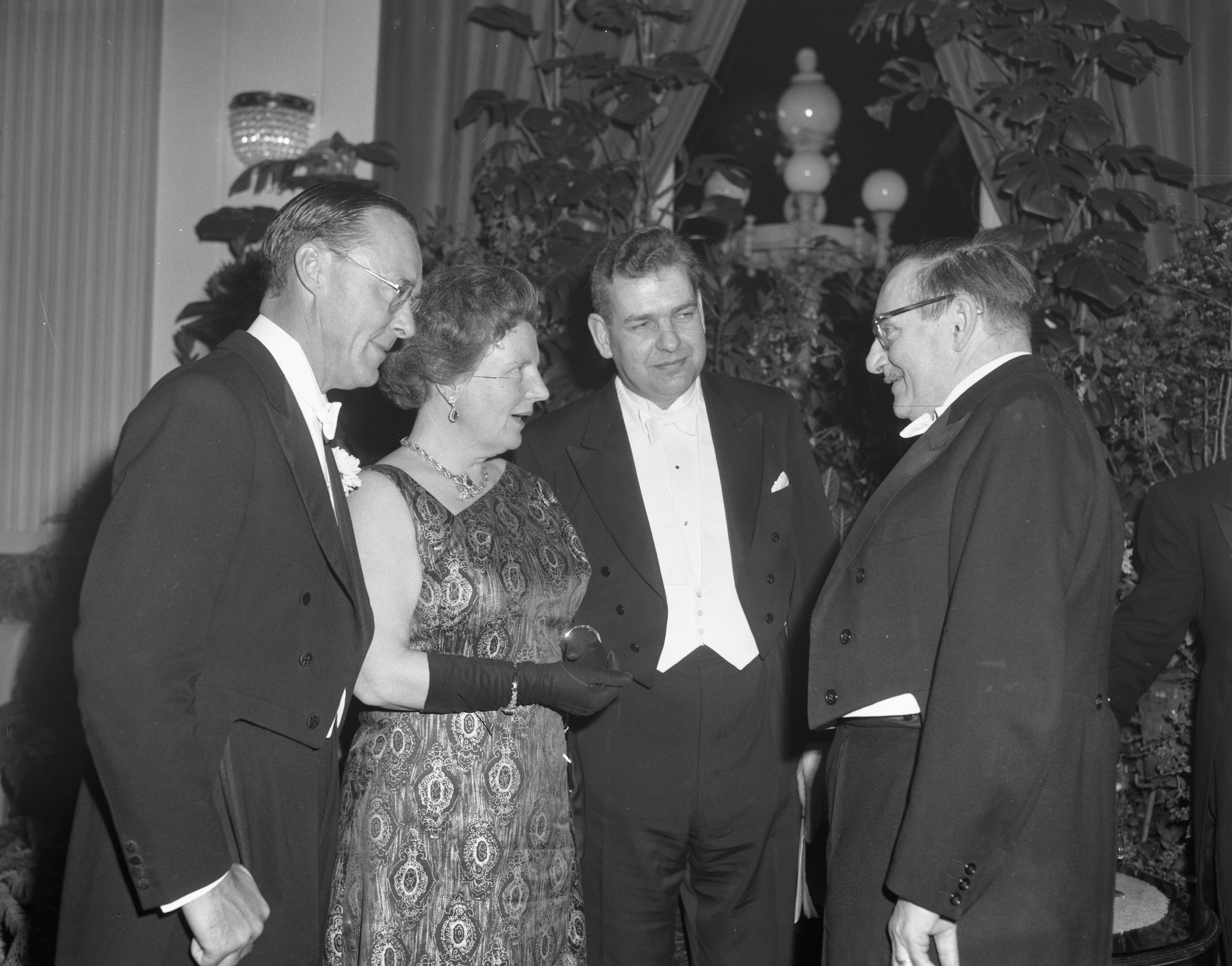
C.J. Kelk (rechts) in gesprek met koningin Juliana en prins Bernhard (1962)

Cornelis Jan (Cees) Kelk (Amsterdam, 28 augustus 1901 – Doorwerth, 25 december 1981), die publiceerde als C.J. Kelk, was een Nederlandse schrijver van romans en toneelstukken. Tevens was hij letterkundige en literatuurcriticus.

## Loopbaan
C.J. Kelk publiceerde in het interbellum in Het Getij en De Vrije Bladen. Hij was destijds tevens literatuurcriticus voor de Provinciale Overijsselsche en de Zwolsche Courant. Hij schreef onder meer een historische roman over Jan Steen (1932). Verder schreef hij toneelstukken en werkte hij als literair vertaler. Zijn bekendste roman is Judaspenningen en pauweveeren (1945). Kelk publiceerde een omvangrijk overzicht van de Nederlandse poëzie: De Nederlandse poëzie. Van haar oorsprong tot heden (1938). Na de oorlog werkte hij als letterkundig medewerker aan De Groene Amsterdammer.
In 1961 kreeg hij de Marianne Philipsprijs voor zijn gehele oeuvre.
Hij was getrouwd met de danseres Suzy van Hall, zuster van zijn jeugdvriend Frits van Hall. Zij verhuisden in 1935 naar het Zuid-Franse Cagnes-sur-Mer, waar ook Frits van Hall woonde. Onder meer doordat Suzy haar carrière als danseres niet wilde opgeven, scheidde het echtpaar in 1938. In 1939 trouwde hij met hun au pair Fanny de Jong, oudste dochter van de schilder Germ de Jong. In 1943 werd hun zoon Constant geboren, die later hoogleraar strafrecht te Utrecht werd. Ook dit huwelijk werd ontbonden en Kelk hertrouwde in 1955 met Eka Thoden van Velzen (1915-1993), beeldend kunstenaar, lid van de familie Thoden van Velzen.